# Gerhard Klopfer

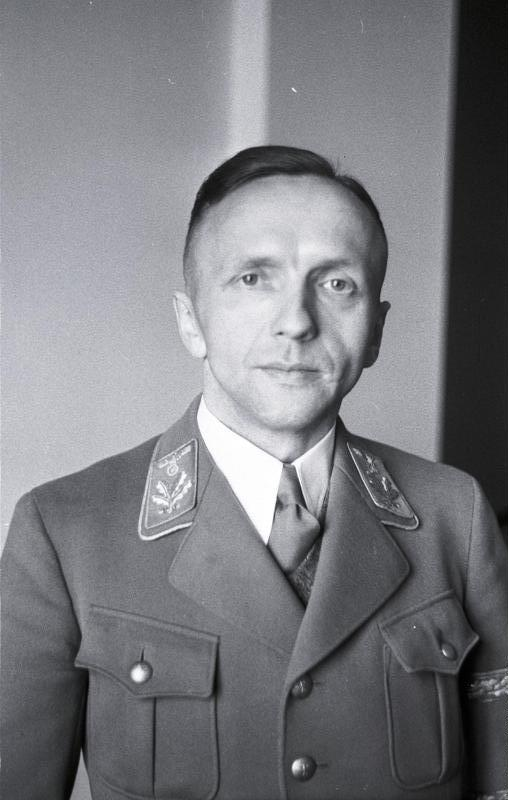
Gerhard Klopfer bei der Ernennung zum Staatssekretär in der Uniform eines Befehlsleiters der NSDAP 1942.

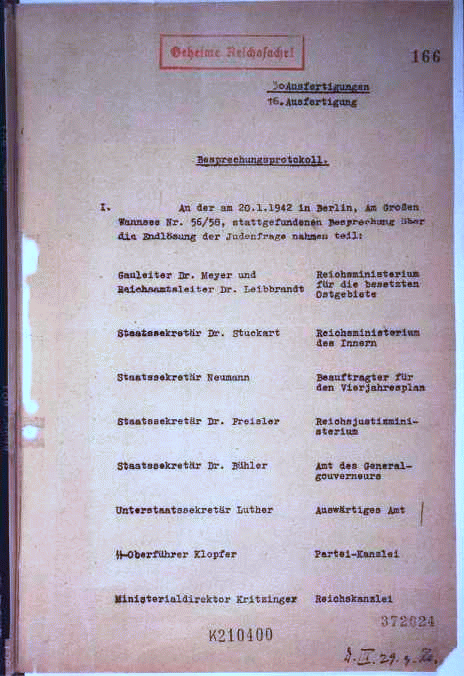
Klopfer als Vertreter der Parteikanzlei im Besprechungsprotokoll der Wannseekonferenz am 20. Januar 1942

Gerhard Klopfer (* 18. Februar 1905 in Schreibersdorf, Kreis Lauban, Provinz Schlesien, Preußen; † 29. Januar 1987 in Ulm) war ein deutscher Jurist. In der Zeit des Nationalsozialismus war er Ministerialdirektor in der Parteikanzlei der NSDAP, Staatssekretär in der Reichskanzlei und SS-Gruppenführer.
Klopfer war Teilnehmer der Wannseekonferenz 1942. Er gehörte zu den einflussreichsten und bestinformierten Parteibürokraten des NS-Regimes. Als Leiter der Staatsrechtlichen Abteilung III in der Parteikanzlei der NSDAP und Stellvertreter Martin Bormanns war er zuständig für „Rasse- und Volkstumsfragen“, Wirtschaftspolitik, Zusammenarbeit mit dem RSHA und Grundsatzfragen der Besatzungspolitik.

## Leben
Klopfer wurde in Schreibersdorf bei Lauban als Sohn eines Landwirts geboren. 1923 erlangte er sein Abitur, danach studierte er Rechts- und Wirtschaftswissenschaften in Jena, Breslau und Berlin. Er schloss sich dem Deutschen Hochschulring an und machte früh Bekanntschaft mit Wilhelm Stuckart und Werner Best. Seit 1923 war er Mitglied der Turnerschaft Salia Jena, einer schlagenden Studentenverbindung (heute Turnerschaft Salia-Jenensis zu Göttingen).  Klopfer wurde 1927 in Jena mit einem arbeitsrechtlichen Thema zum Dr. jur. promoviert. Er trat als Rechtsreferendar in den Staatsdienst ein und arbeitete kurzzeitig als Rechtsanwalt und Amtsrichter in Düsseldorf. Ab 1931 war er Assessor.
Zum 1. April 1933 trat er in die NSDAP (Mitgliedsnummer 1.706.842) und zwei Wochen später in die SA ein. Ende 1933 wurde er Referent im preußischen Landwirtschaftsministerium und im August 1934 zum Regierungsrat ernannt. Ab Dezember 1934 war er im Geheimen Staatspolizeiamt für Personalangelegenheiten zuständig. Ab April 1935 wurde er zum Stab des Stellvertreters des Führers von Rudolf Heß abgeordnet, wo er innerhalb von nur sechs Jahren vom Oberregierungsrat zum Staatssekretär aufstieg. Zunächst leitete er bis 1941 die Abteilung III A (Arbeitsbereich des Reichsinnenministeriums) und war Stellvertreter von Walther Sommer, dem die Abteilung III (staatliche Angelegenheiten) unterstand; Klopfer folgte im Sommer 1941 in dieser Position nach. Zeitweilig war er persönlicher Referent Martin Bormanns. 1935 trat er in die SS ein (SS-Nummer 272.227) und bekleidete dort das Amt des Hauptstellenleiters. Er war auch Mitglied der NS-Akademie für deutsches Recht, in der er im Polizeirechtsausschuss tätig war. 1942 war Klopfer SS-Oberführer, bis 1944 stieg er zum SS-Gruppenführer auf. Am 21. November 1942 ernannte ihn Hitler (zusammen mit Friedrich Wilhelm Kritzinger) zum Staatssekretär in der Reichskanzlei, wo er als Abgesandter Bormanns dessen Machtposition sichern sollte. Er war Mitherausgeber der Zeitschrift Reich-Volksordnung-Lebensraum, Zeitschrift für völkische Verfassung und Verwaltung (RVL).

## Mitwirkung an der Vorbereitung der „Endlösung“
Bei diversen Gesetzgebungsverfahren schaltete sich die Parteikanzlei ein, um gegenüber der staatlichen Verwaltungsbürokratie die Interessen der Partei durchzusetzen. Bei der Judenverfolgung nahm sie stets eine radikale Zielrichtung ein. Klopfer persönlich war an der Ausarbeitung von Durchführungsverordnungen zu den Nürnberger Gesetzen, insbesondere zum Reichsbürgergesetz beteiligt. 1938 war er als Ministerialrat mit der Enteignung jüdischer Unternehmen („Arisierung“) befasst. Bei der Frage der „jüdischen Mischlinge“ wurde sich die Parteikanzlei mit dem Reichssicherheitshauptamt (RSHA) in der Zielrichtung 1941 einig, möglichst viele „Mischlinge“ in die Deportationen einzubeziehen. Am 20. Januar 1942 war Klopfer Teilnehmer der Wannseekonferenz, bei der die sogenannte Endlösung der Judenfrage behandelt wurde. Im November 1942 beteiligte er sich als Staatssekretär an der weiteren Einschränkung der Rechte von in „Mischehen“ lebenden Juden.

## Kriegsende und Nachkriegszeit
Kurz vor Kriegsende verließ Klopfer München und begab sich zum Führersperrgebiet Obersalzberg, um sich dem Stab Kesselrings anzuschließen. Später tauchte er bei seiner Familie in Zell am See unter, wohin sie im Frühjahr 1945 aus der Siedlung Sonnenwinkel gezogen war. Am 1. März 1946 wurde er in München durch den CIC mit falschen Papieren, lautend auf den Namen Otto Kunz, festgenommen und interniert. Klopfer wurde von Robert Kempner mehrfach verhört und im Wilhelmstraßen-Prozess als Zeuge befragt. Klopfer behauptete, sich an den genauen Inhalt der Besprechung bei der Wannseekonferenz nicht erinnern zu können. Er sei immer davon ausgegangen, dass die Juden nur „umgesiedelt“ werden sollten. Er sei 1935 gegen seinen Willen zur Parteikanzlei abkommandiert worden.
Nach der Entlassung aus dem Internierungslager wurde Klopfer im März 1949 durch eine Nürnberger Hauptspruchkammer als „minderbelastet“ entnazifiziert. Er erhielt eine Geldstrafe und eine dreijährige Bewährungsfrist, während der er keine verantwortungsvolle berufliche Tätigkeit aufnehmen durfte. Ab 1952 war er Helfer in Steuersachen, und ab 1956 als Rechtsanwalt in Ulm tätig.
Ein auf Betreiben von Kempner und Franz Neumann eingeleitetes Ermittlungsverfahren wegen Klopfers Teilnahme an der Wannseekonferenz durch die Staatsanwaltschaft Ulm wurde 1962 eingestellt. Neben seiner anwaltlichen Tätigkeit beschäftigte er sich auf einem ihm gehörenden Bauernhof im Landkreis Schwäbisch Hall mit dem Anbau und der Lagerung von Dinkel für den seiner Ansicht nach kommenden „Kampf gegen den Bolschewismus“. Er lebte bis zu seinem Tod unauffällig in Ulm. Nachdem er 1987 als letzter Teilnehmer der Wannseekonferenz gestorben war, erregte seine Todesanzeige mit dem Text „nach einem erfüllten Leben zum Wohle aller, die in seinem Einflußbereich waren“ öffentliche Empörung.